# Kuwait en los Juegos Olímpicos de la Juventud 2018
Kuwait participó en los Juegos Olímpicos de la Juventud 2018 en Buenos Aires, Argentina, celebrados entre el 6 y el 18 de octubre de 2018. Su delegación estuvo conformada por dos atletas en dos disciplinas. No obtuvo medallas en las justas.

## Medallero
| Medalla       | Oro | Plata | Bronce | Total |
| ------------- | --- | ----- | ------ | ----- |
| Total oficial | 0   | 0     | 0      | 0     |

## Disciplinas

### Atletismo
Kuwait clasificó a un atleta en esta disciplina.
Masculino
Eventos de Campo
| Atleta             | Evento            | Serie 1   | Serie 1   | Serie 2   | Serie 2   | Total     | Total     |
| Atleta             | Evento            | Tiempo    | Puesto    | Tiempo    | Puesto    | Tiempo    | Puesto    |
| ------------------ | ----------------- | --------- | --------- | --------- | --------- | --------- | --------- |
| Abdulaziz Alhemdan | Lanz. de Jabalina | No empezó | No empezó | No empezó | No empezó | No empezó | No empezó |

### Natación
Kuwait clasificó a un atleta en esta disciplina.
Masculino
| Atleta            | Evento      | Serie  | Serie  | Semifinal | Semifinal | Final     | Final     |
| Atleta            | Evento      | Tiempo | Puesto | Tiempo    | Puesto    | Tiempo    | Puesto    |
| ----------------- | ----------- | ------ | ------ | --------- | --------- | --------- | --------- |
| Saoud Alshamroukh | 50 m Libres | 27.47  | 55     | No avanzó | No avanzó | No avanzó | No avanzó |